# 馬燦
馬燦，字舒庵，山东临清县人，回族。清朝武官。

## 生平
康熙四十二年（1703年）二甲十八名武进士。任陕西肃州镇标左营游击, 升潼关参将, 诰授昭勇将军。因疾卒于官。